# Leichtathletik-Weltmeisterschaften 2015/110 m Hürden der Männer

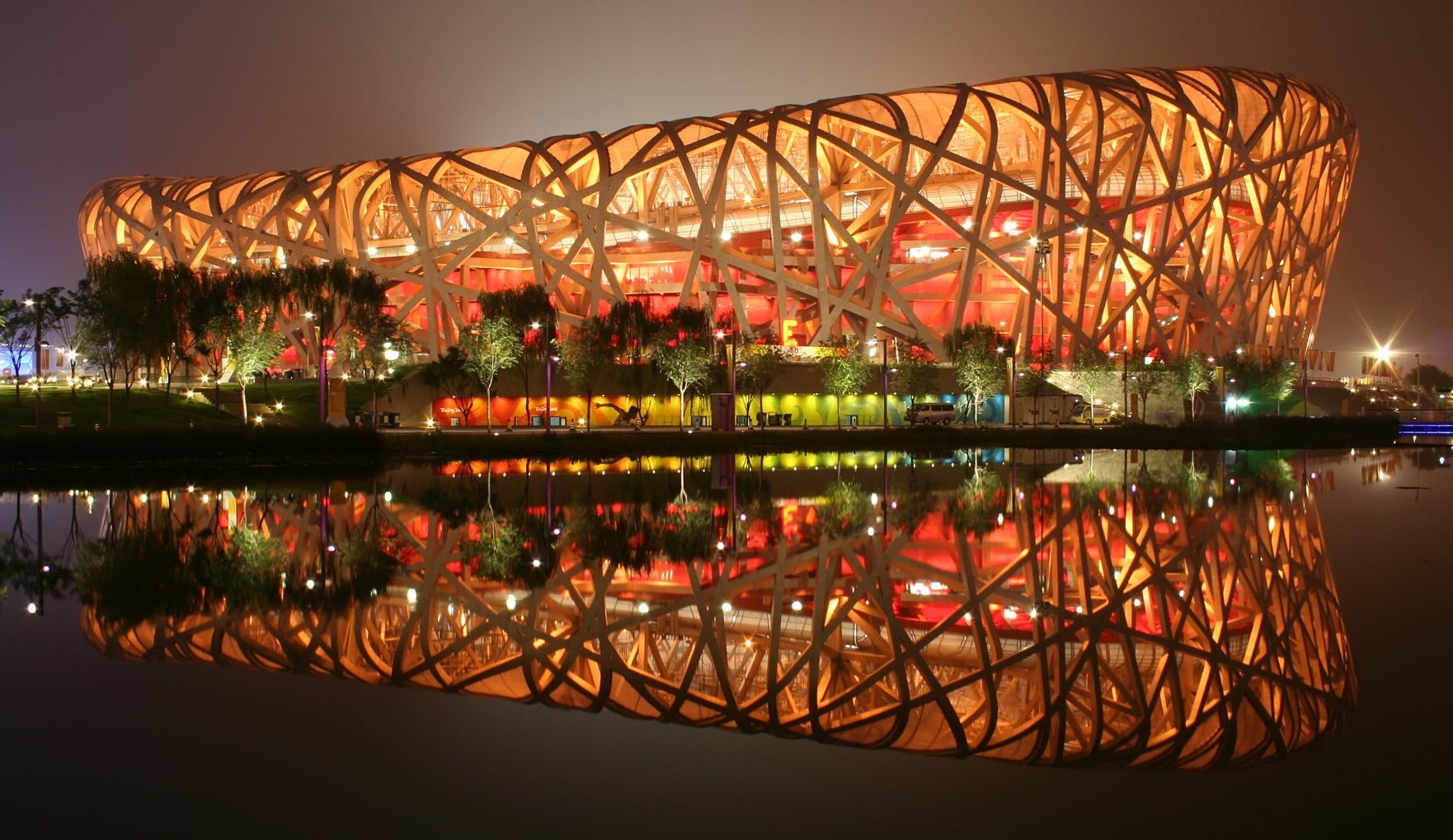
Das Nationalstadion Peking während der Weltmeisterschaften

Der 110-Meter-Hürdenlauf der Männer bei den Leichtathletik-Weltmeisterschaften 2015 wurde am 26., 27. und 28. August 2015 im Nationalstadion der chinesischen Hauptstadt Peking ausgetragen.
Den Weltmeistertitel eroberte mit neuem Landesrekord der zweifache Europameister (2012/2014) Sergei Schubenkow aus Russland, der bei den Weltmeisterschaften zwei Jahre zuvor in seinem Heimatland Bronze gewonnen hatte. Rang zwei belegte der Olympiadritte von 2012 Hansle Parchment aus Jamaika, Bronze ging an den US-amerikanischen Olympiasieger von 2012 Aries Merritt.

## Bestehende Rekorde
| Weltrekord | Aries Merritt | 12,80 s | Brüssel, Belgien             | 7. September 2012 |
| WM-Rekord  | Colin Jackson | 12,91 s | WM in Stuttgart, Deutschland | 20. August 1993   |

Der bestehende WM-Rekord wurde bei diesen Weltmeisterschaften nicht eingestellt und nicht verbessert.
Es gab einen Landesrekord:

12,98 s – Sergej Schubenkow (Russland), Finale, Wind: +0,1 m/s

## Vorläufe
Aus den fünf Vorläufen qualifizierten sich die jeweils vier Ersten jedes Laufes – hellblau unterlegt – und zusätzlich die vier Zeitschnellsten – hellgrün unterlegt – für das Halbfinale.

### Lauf 1

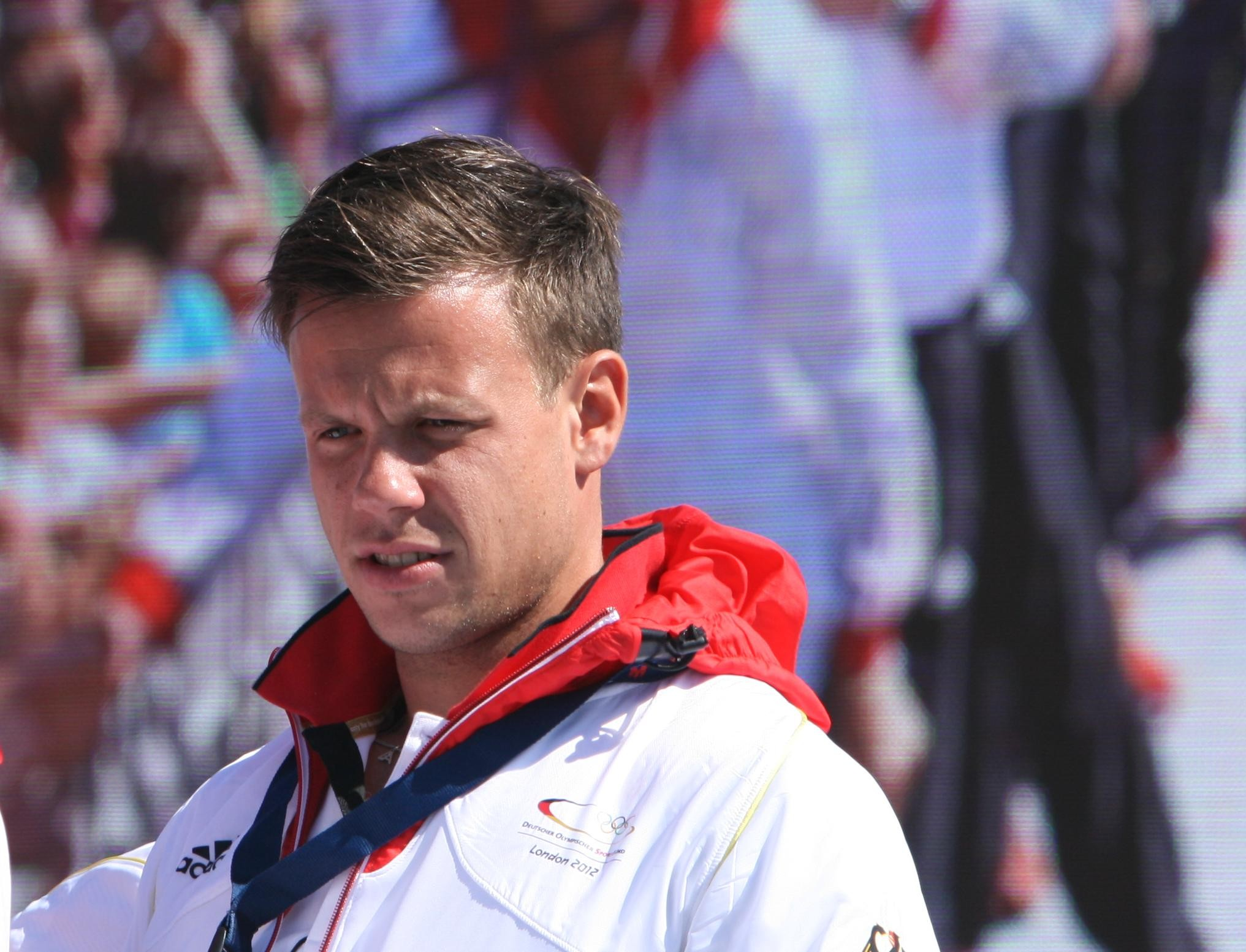
Alexander John – ausgeschieden nach Fehlstart

26. August 2015, 11:20 Uhr (5:20 Uhr MESZ)

Wind: −1,3 m/s
| Platz | Bahn | Name               | Land                | Zeit (s)                                             |
| ----- | ---- | ------------------ | ------------------- | ---------------------------------------------------- |
| 1     | 9    | Shane Brathwaite   | Barbados            | 13,28                                                |
| 2     | 4    | Omar McLeod        | Jamaika             | 13,43                                                |
| 3     | 7    | Xie Wenjun         | Volksrepublik China | 13,44                                                |
| 4     | 5    | Yidiel Contreras   | Spanien             | 13,48                                                |
| 5     | 1    | Éder Antonio Souza | Brasilien           | 13,96                                                |
| 6     | 2    | Jamras Rittidet    | Thailand            | 14,00                                                |
| 7     | 6    | Welington Zaza     | Liberia             | 14,56                                                |
| DSQ   | 3    | Mikel Thomas       | Trinidad und Tobago | IAAF Rule 168.7b – absichtliches Umwerfen von Hürden |
| DSQ   | 8    | Alexander John     | Deutschland         | IAAF Rule 162.7 – Fehlstart                          |

### Lauf 2

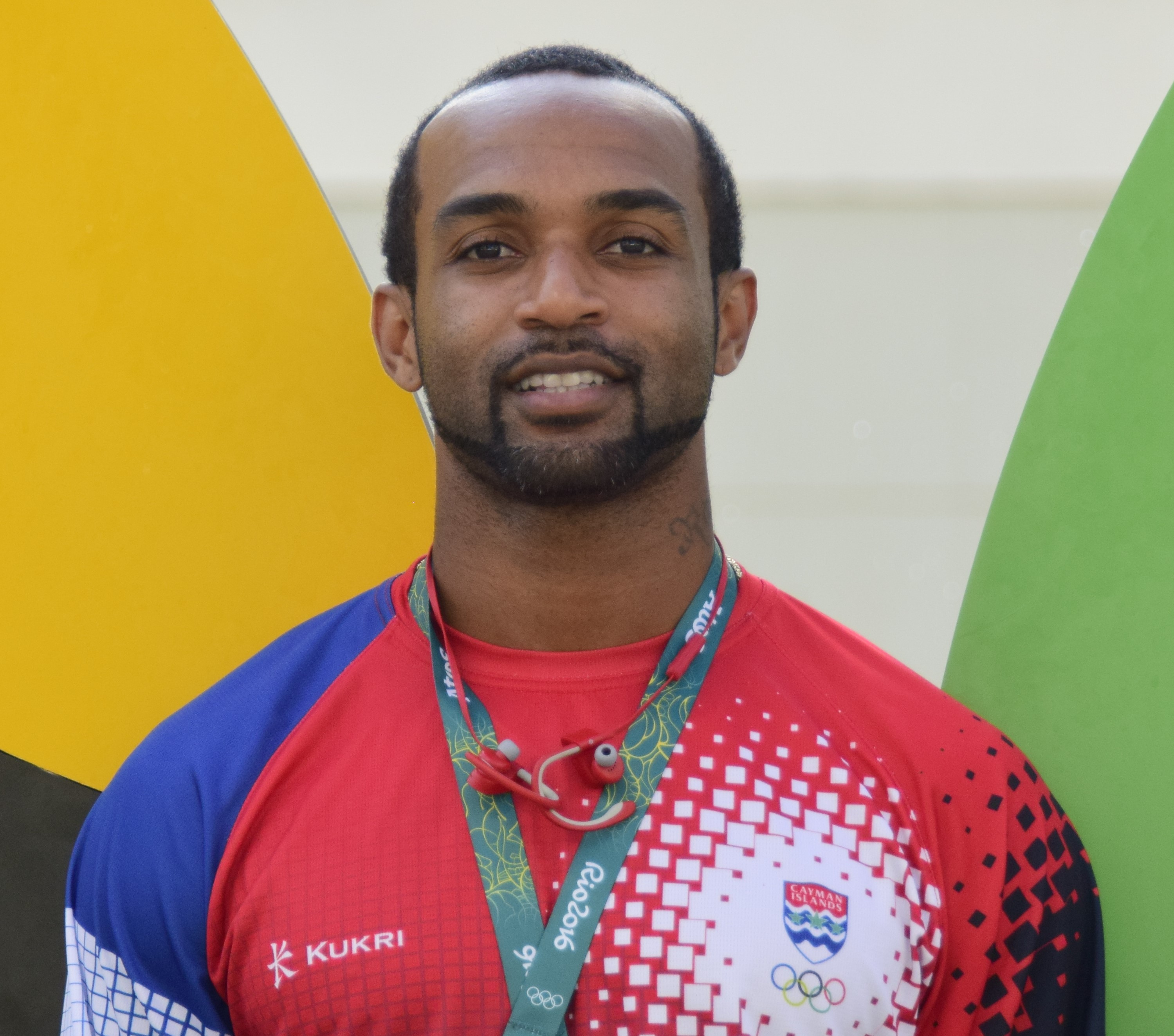
Ronald Forbes – ausgeschieden als Fünfter in 13,78 s
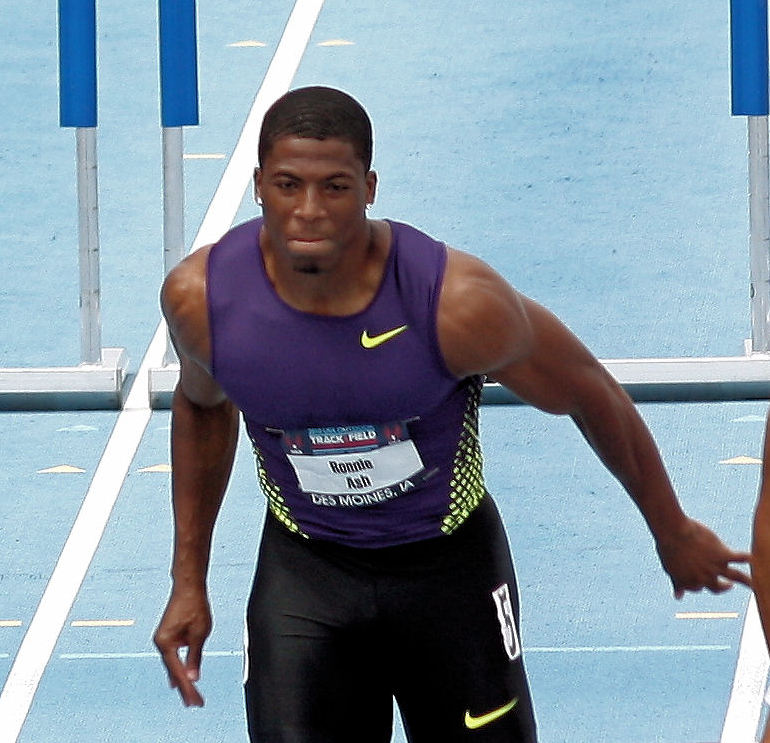
Ronnie Ash Fehlstart

26. August 2015, 11:29 Uhr (5:29 Uhr MESZ)

Wind: +0,2 m/s
In diesem Rennen wurde neben dem US-Amerikaner Ronnie Ash auch der Tscheche Petr Svoboda wegen Fehlstarts disqualifiziert. Nach einem Protest seines Verbands wurde Svobodas Disqualifikation dann allerdings doch zurückgenommen und der Athlet erhielt ein Sonderstartrecht für das Halbfinale.
| Platz | Bahn | Name                    | Land           | Zeit (s)                                                  |
| ----- | ---- | ----------------------- | -------------- | --------------------------------------------------------- |
| 1     | 5    | Pascal Martinot-Lagarde | Frankreich     | 13,35                                                     |
| 2     | 4    | Andrew Riley            | Jamaika        | 13,43                                                     |
| 3     | 8    | Gregor Traber           | Deutschland    | 13,44                                                     |
| 4     | 2    | Artur Noga              | Polen          | 13,49                                                     |
| 5     | 9    | Ronald Forbes           | Cayman Islands | 13,78                                                     |
| 6     | 7    | Jonathan Mendes         | Brasilien      | 13,86                                                     |
| DSQ   | 6    | Petr Svoboda            | Tschechien     | IAAF Rule 162.7 – Fehlstart für das Halbfinale zugelassen |
| DSQ   | 3    | Ronnie Ash              | USA            | IAAF Rule 162.7 – Fehlstart                               |

### Lauf 3

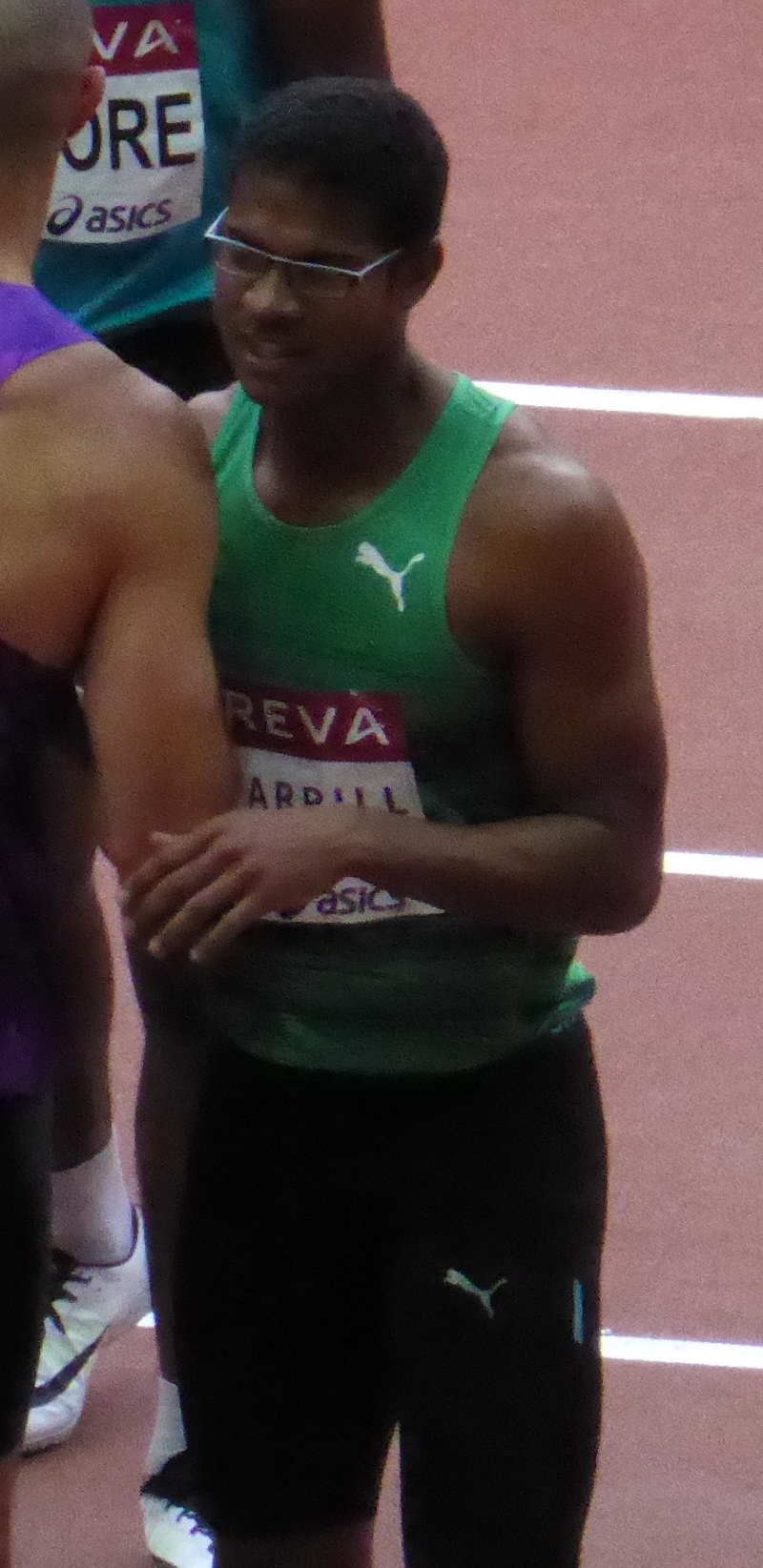
Yordan O’Farril – ausgeschieden als Siebter in 13,64 s
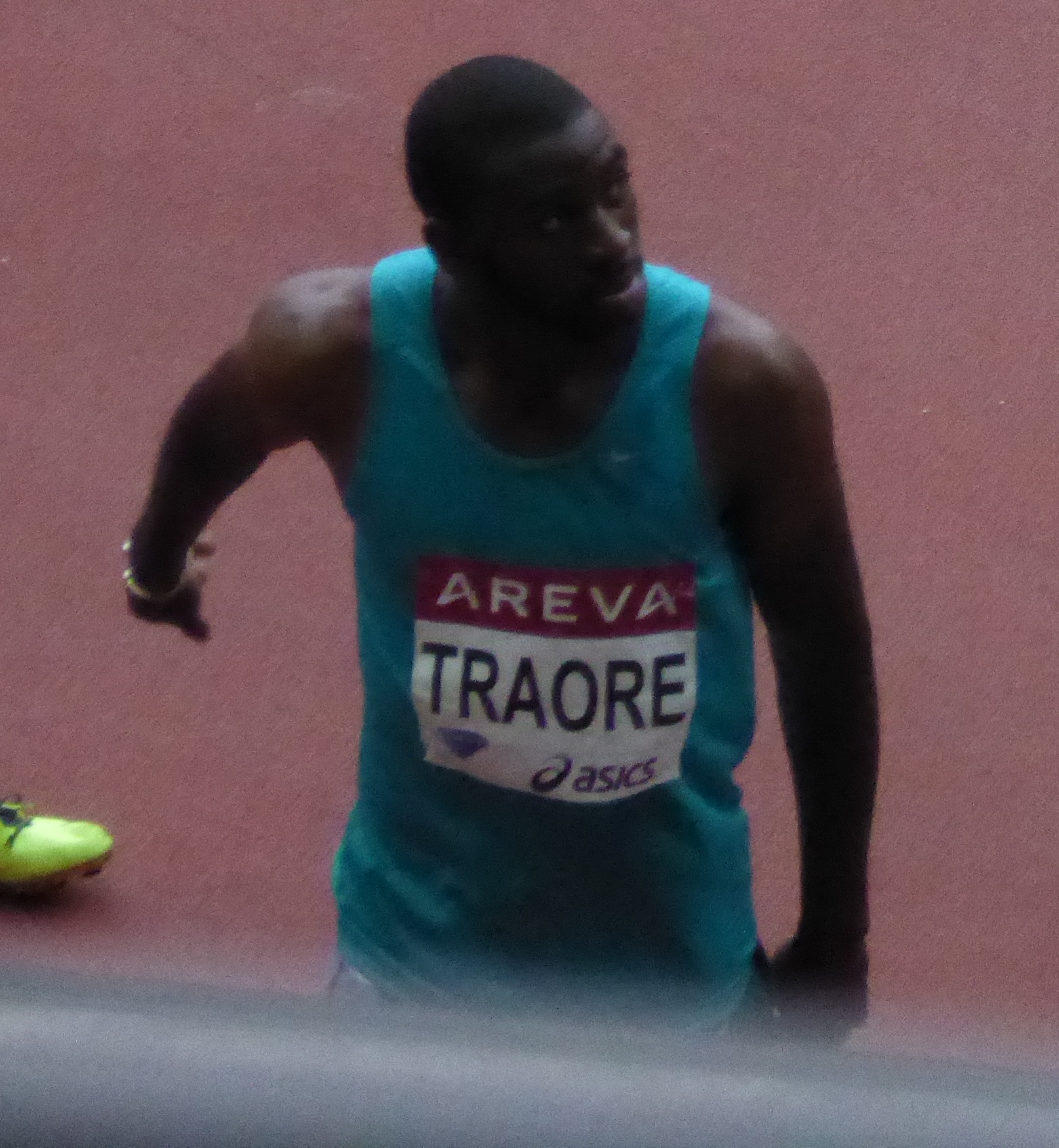
Bano Traoré – ausgeschieden als Achter in 13,91 s

26. August 2015, 11:38 Uhr (5:38 Uhr MESZ)

Wind: −0,1 m/s
| Platz | Bahn | Name                    | Land         | Zeit (s) |
| ----- | ---- | ----------------------- | ------------ | -------- |
| 1     | 7    | David Oliver            | USA          | 13,15    |
| 2     | 3    | Garfield Darien         | Frankreich   | 13,43    |
| 3     | 6    | Balázs Baji             | Ungarn       | 13,45    |
| 4     | 4    | Johnathan Cabral        | Kanada       | 13,55    |
| 5     | 9    | João Vitor de Oliveira  | Brasilien    | 13,57    |
| 6     | 8    | Konstandinos Douvalidis | Griechenland | 13,58    |
| 7     | 2    | Yordan O’Farrill        | Kuba         | 13,64    |
| 8     | 1    | Bano Traoré             | Mali         | 13,91    |
| 9     | 5    | Xaysa Anousone          | Laos         | 14,74    |

### Lauf 4

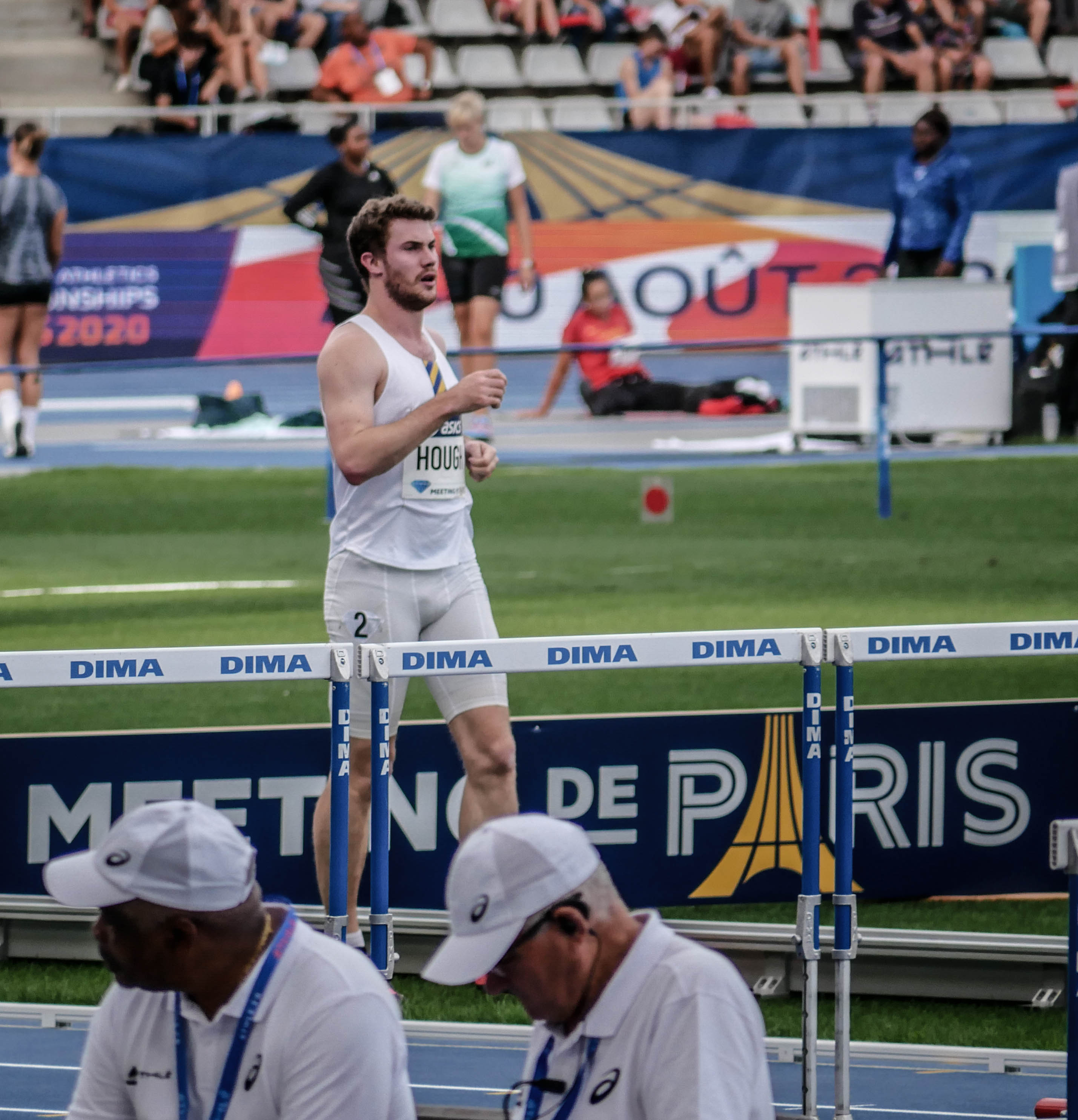
Nicholas Hough – ausgeschieden als Sechster in 13,69 s
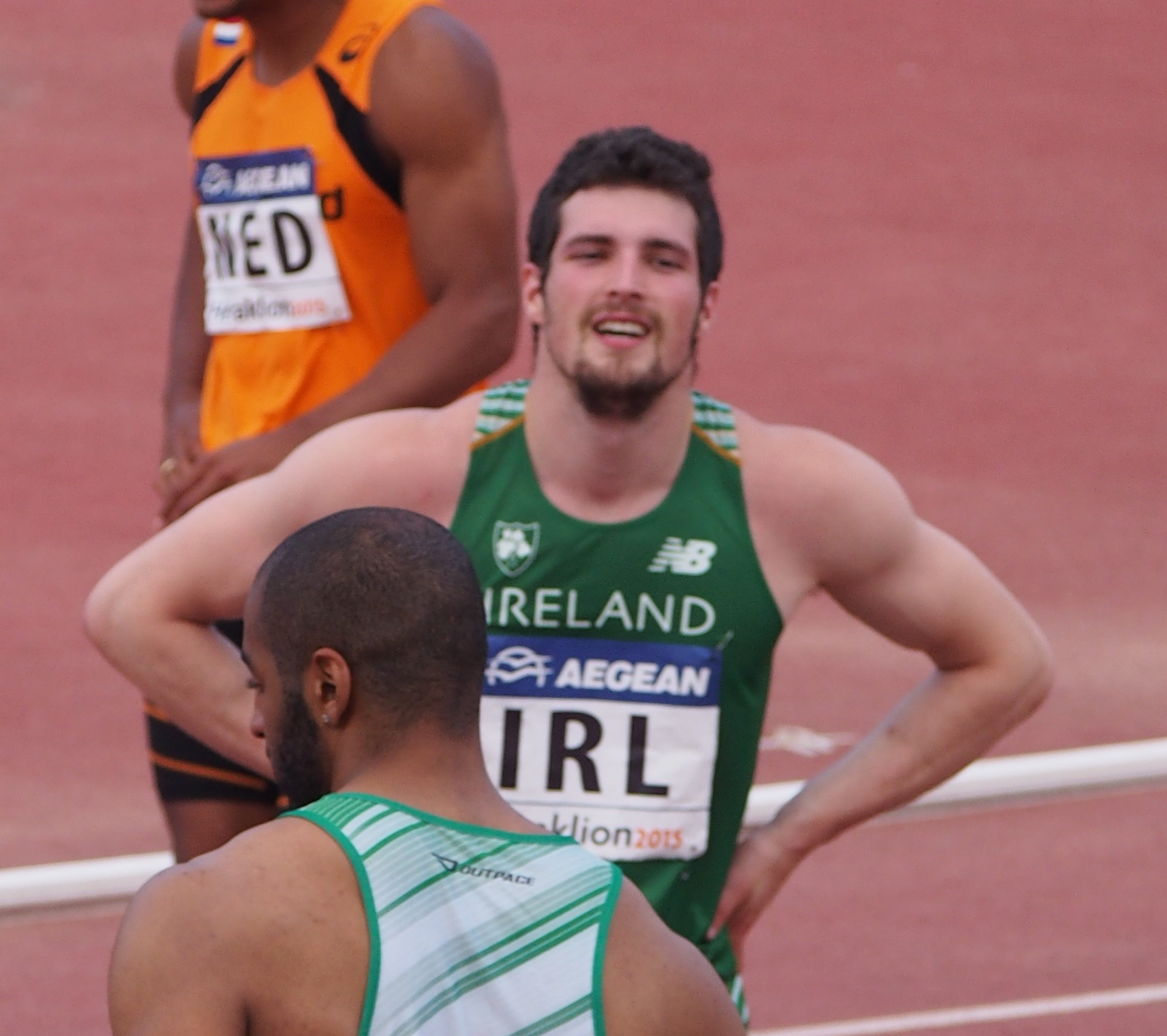
Ben Reynolds – ausgeschieden als Siebter in 13,72 s

26. August 2015, 11:47 Uhr (5:47 Uhr MESZ)

Wind: −0,7 m/s
| Platz | Bahn | Name             | Land        | Zeit (s) |
| ----- | ---- | ---------------- | ----------- | -------- |
| 1     | 4    | Hansle Parchment | Jamaika     | 13,33    |
| 2     | 8    | Matthias Bühler  | Deutschland | 13,35 SB |
| 3     | 6    | Aleec Harris     | USA         | 13,41    |
| 4     | 2    | Greggmar Swift   | Barbados    | 13,41    |
| 5     | 3    | Jhoanis Portilla | Kuba        | 13,43    |
| 6     | 7    | Nicholas Hough   | Australien  | 13,69    |
| 7     | 9    | Ben Reynolds     | Irland      | 13,72    |
| 8     | 5    | Milan Ristić     | Serbien     | 13,89    |

### Lauf 5

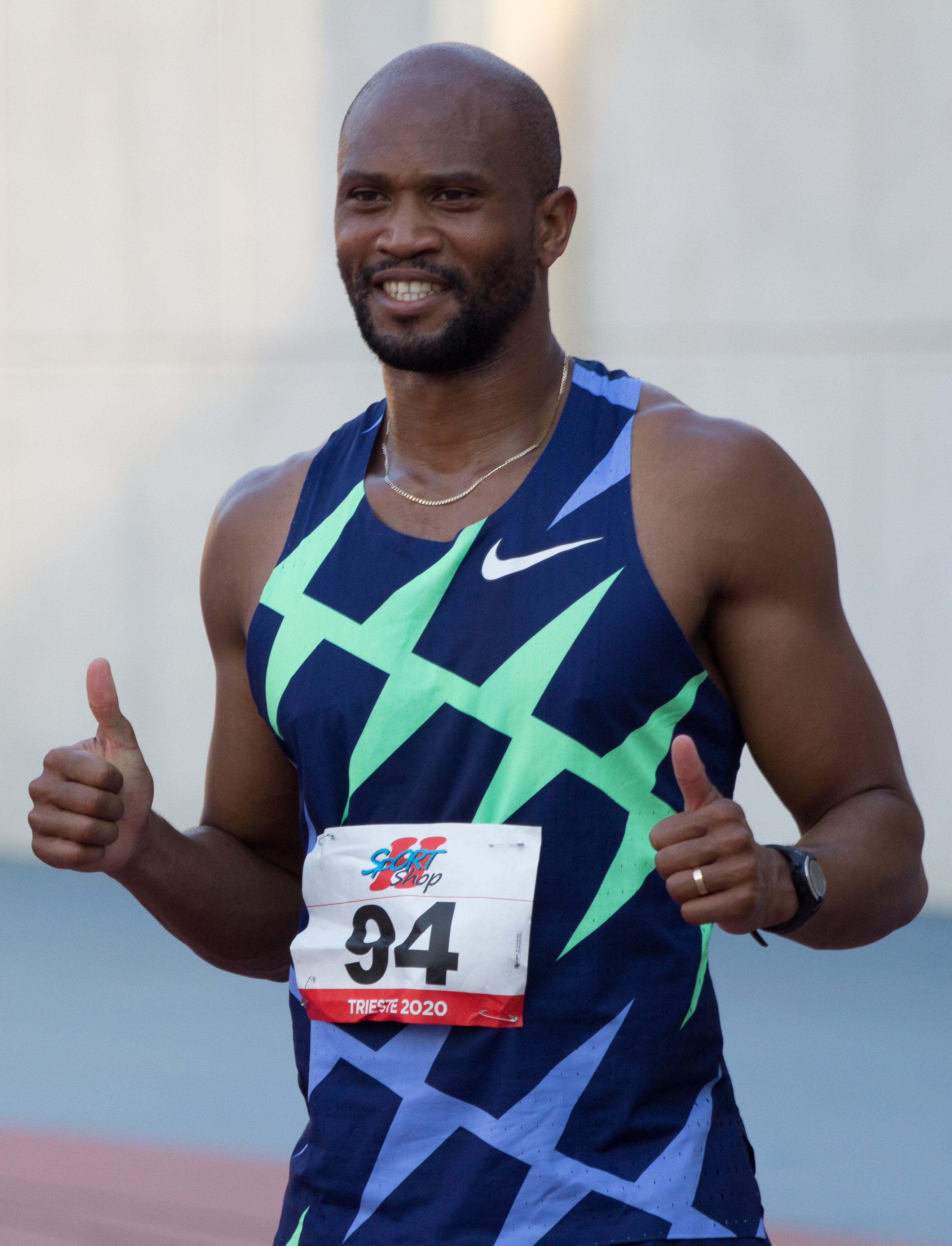
Antonio Alkana – ausgeschieden als Sechster in 13,63 s

26. August 2015, 11:56 Uhr (5:56 Uhr MESZ)

Wind: −1,2 m/s
| Platz | Bahn | Name              | Land                         | Zeit (s) |
| ----- | ---- | ----------------- | ---------------------------- | -------- |
| 1     | 7    | Aries Merritt     | USA                          | 13,25    |
| 2     | 4    | Dimitri Bascou    | Frankreich                   | 13,29    |
| 3     | 8    | Sergei Schubenkow | Russland                     | 13,31    |
| 4     | 2    | Sekou Kaba        | Kanada                       | 13,46    |
| 5     | 5    | Lawrence Clarke   | Großbritannien               | 13,61    |
| 6     | 3    | Antonio Alkana    | Südafrika                    | 13,63    |
| 7     | 9    | Eddie Lovett      | Amerikanische Jungferninseln | 13,65    |
| DNF   | 6    | Zhang Honglin     | Volksrepublik China          |          |

## Halbfinale
Aus den drei Halbfinalläufen qualifizierten sich die beiden Ersten jedes Laufes – hellblau unterlegt – und zusätzlich die beiden Zeitschnellsten – hellgrün unterlegt – für das Finale.

### Lauf 1
27. August 2015, 19:05 Uhr (13:05 Uhr MESZ)

Wind: 0,0 m/s
| Platz | Bahn | Name                   | Land       | Zeit (s) |
| ----- | ---- | ---------------------- | ---------- | -------- |
| 1     | 6    | Sergei Schubenkow      | Russland   | 13,09    |
| 2     | 5    | Hansle Parchment       | Jamaika    | 13,16    |
| 3     | 4    | Garfield Darien        | Frankreich | 13,25    |
| 4     | 8    | Aleec Harris           | USA        | 13,29    |
| 5     | 7    | Shane Brathwaite       | Barbados   | 13,31    |
| 6     | 2    | João Vitor de Oliveira | Brasilien  | 13,45 PB |
| 7     | 9    | Sekou Kaba             | Kanada     | 13,58    |
| 8     | 1    | Petr Svoboda           | Tschechien | 13,67    |
| DNF   | 3    | Jhoanis Portilla       | Kuba       |          |

Im ersten Halbfinale ausgeschiedene Hürdensprinter:

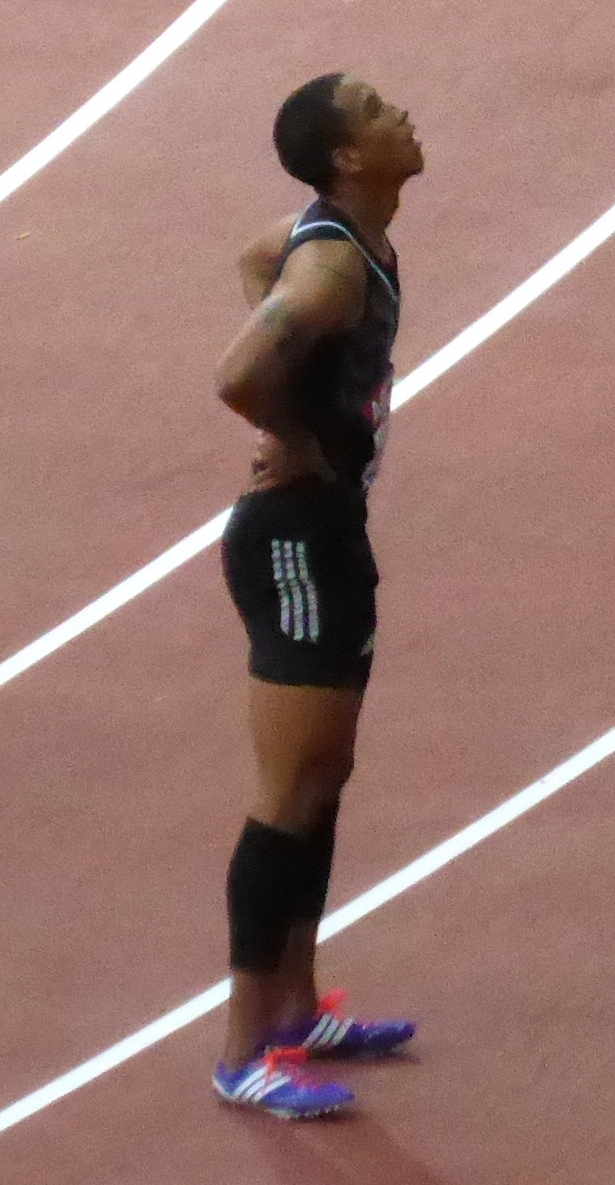
Aleec Harris Rang vier in 13,29 s
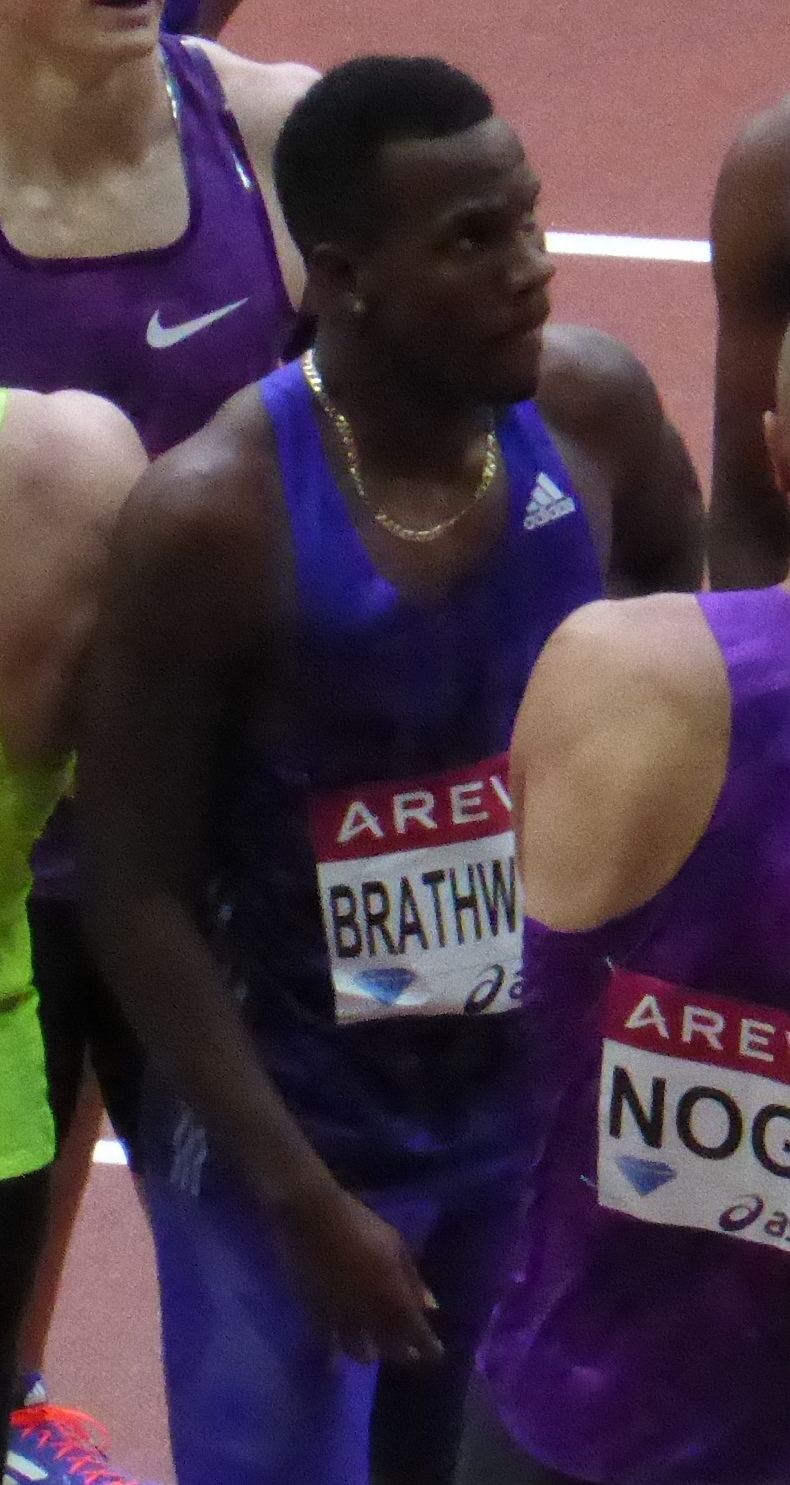
Shane Brathwaite Rang fünf in 13,31 s
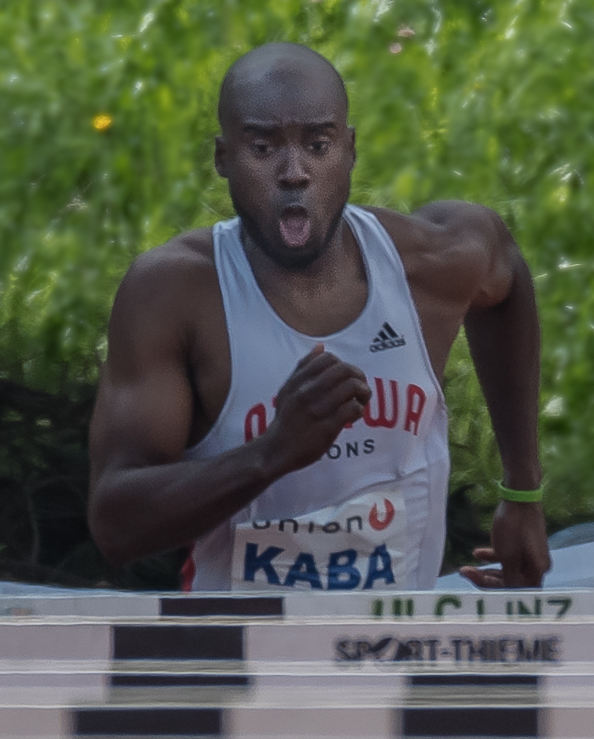
Sekou Kaba Rang sieben in 13,58 s
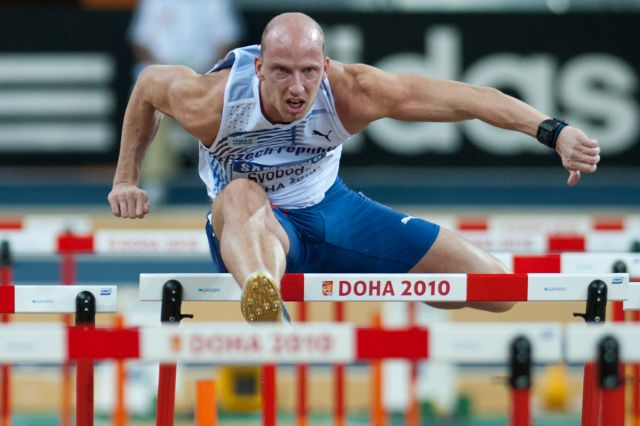
Petr Svoboda (mit Sonderstartrecht im Halbfinale dabei) – Rang acht in 13,67 s

### Lauf 2

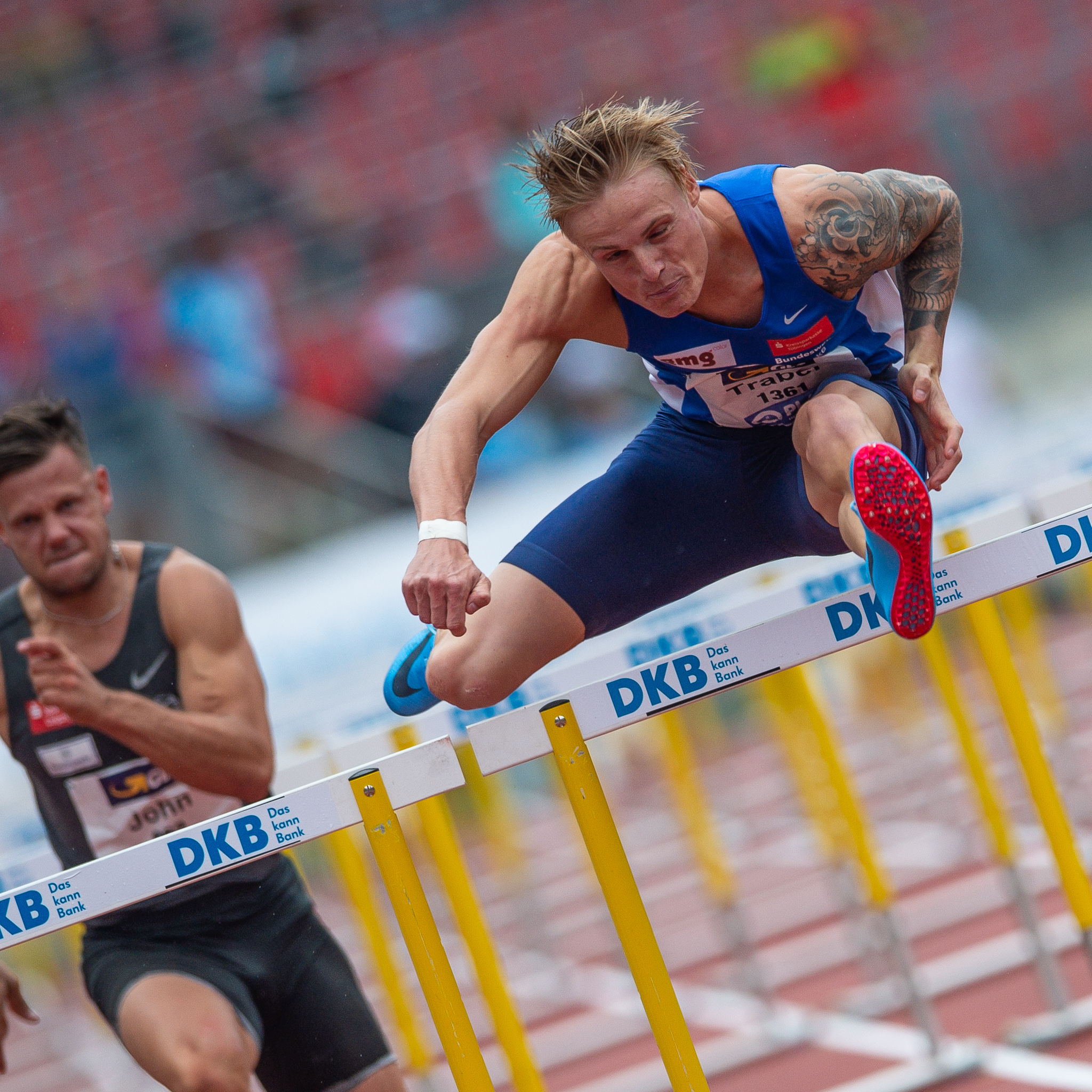
Gregor Traber Rang fünf in 13,37 s

27. August 2015, 19:14 Uhr (13:14 Uhr MESZ)

Wind: −0,2 m/s
| Platz | Bahn | Name                    | Land                | Zeit (s) |
| ----- | ---- | ----------------------- | ------------------- | -------- |
| 1     | 5    | Aries Merritt           | USA                 | 13,08 SB |
| 2     | 6    | Omar McLeod             | Jamaika             | 13,14    |
| 3     | 4    | Pascal Martinot-Lagarde | Frankreich          | 13,17    |
| 4     | 2    | Johnathan Cabral        | Kanada              | 13,37 PB |
| 5     | 9    | Gregor Traber           | Deutschland         | 13,37    |
| 6     | 7    | Xie Wenjun              | Volksrepublik China | 13,39    |
| 7     | 8    | Greggmar Swift          | Barbados            | 13,44    |
| 8     | 3    | Konstandinos Douvalidis | Griechenland        | 13,79    |

### Lauf 3
27. August 2015, 19:23 Uhr (13:23 Uhr MESZ)

Wind: −0,1 m/s
| Platz | Bahn | Name             | Land           | Zeit (s) |
| ----- | ---- | ---------------- | -------------- | -------- |
| 1     | 6    | Dimitri Bascou   | Frankreich     | 13,16 PB |
| 2     | 4    | David Oliver     | USA            | 13,17    |
| 3     | 5    | Matthias Bühler  | Deutschland    | 13,34 PB |
| 4     | 2    | Artur Noga       | Polen          | 13,37 SB |
| 5     | 7    | Andrew Riley     | Jamaika        | 13,43    |
| 6     | 9    | Balázs Baji      | Ungarn         | 13,51    |
| 7     | 3    | Lawrence Clarke  | Großbritannien | 13,53    |
| 8     | 8    | Yidiel Contreras | Spanien        | 13,57    |

Im dritten Halbfinale ausgeschiedene Hürdensprinter:

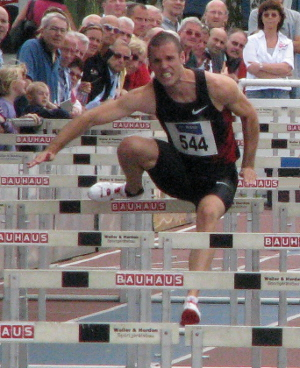
Matthias Bühler Rang drei in 13,34 s
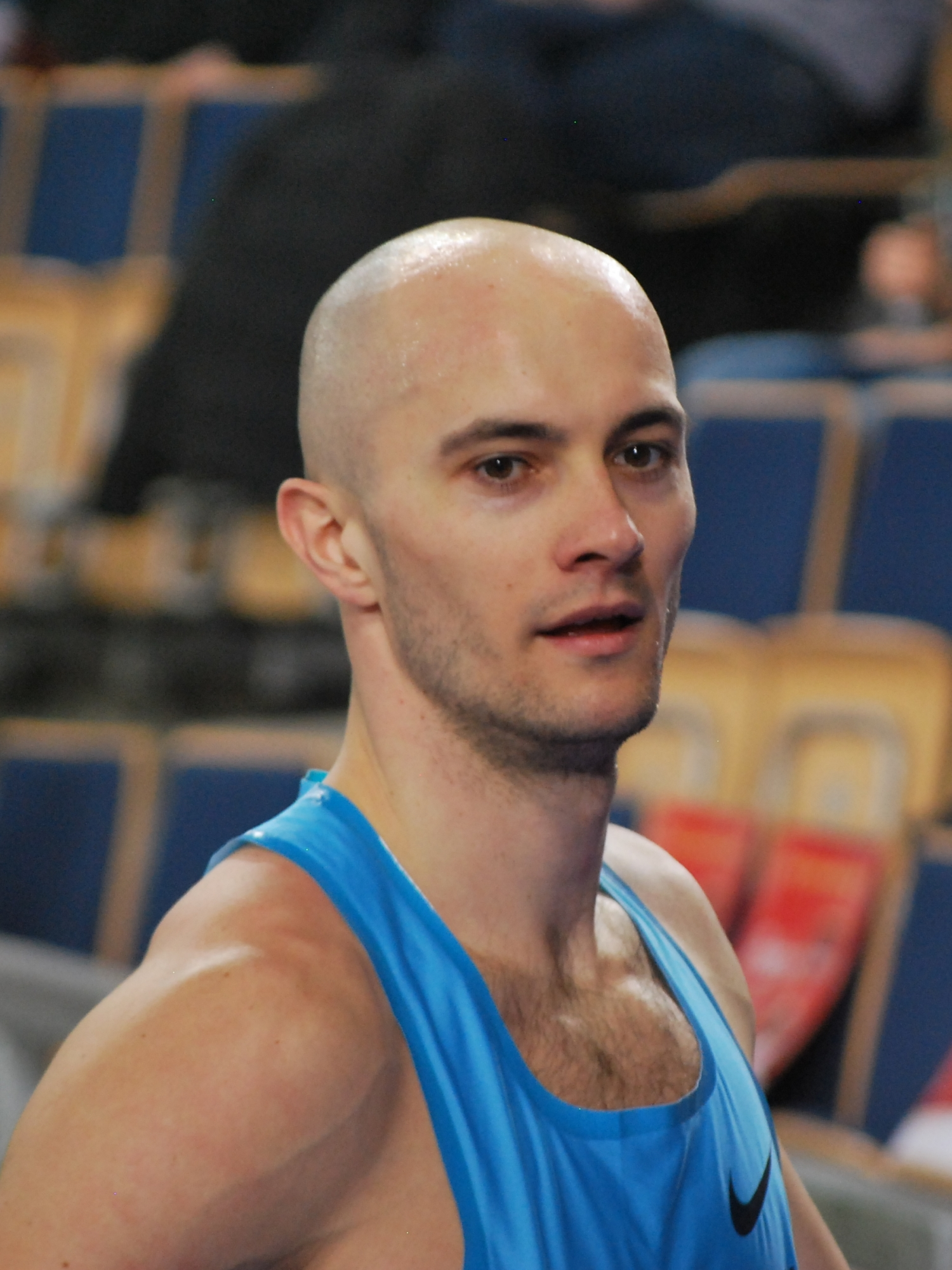
Artur Noga Rang vier in 13,37 s
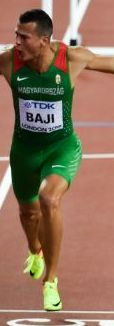
Balázs Baji Rang sechs in 13,51 s
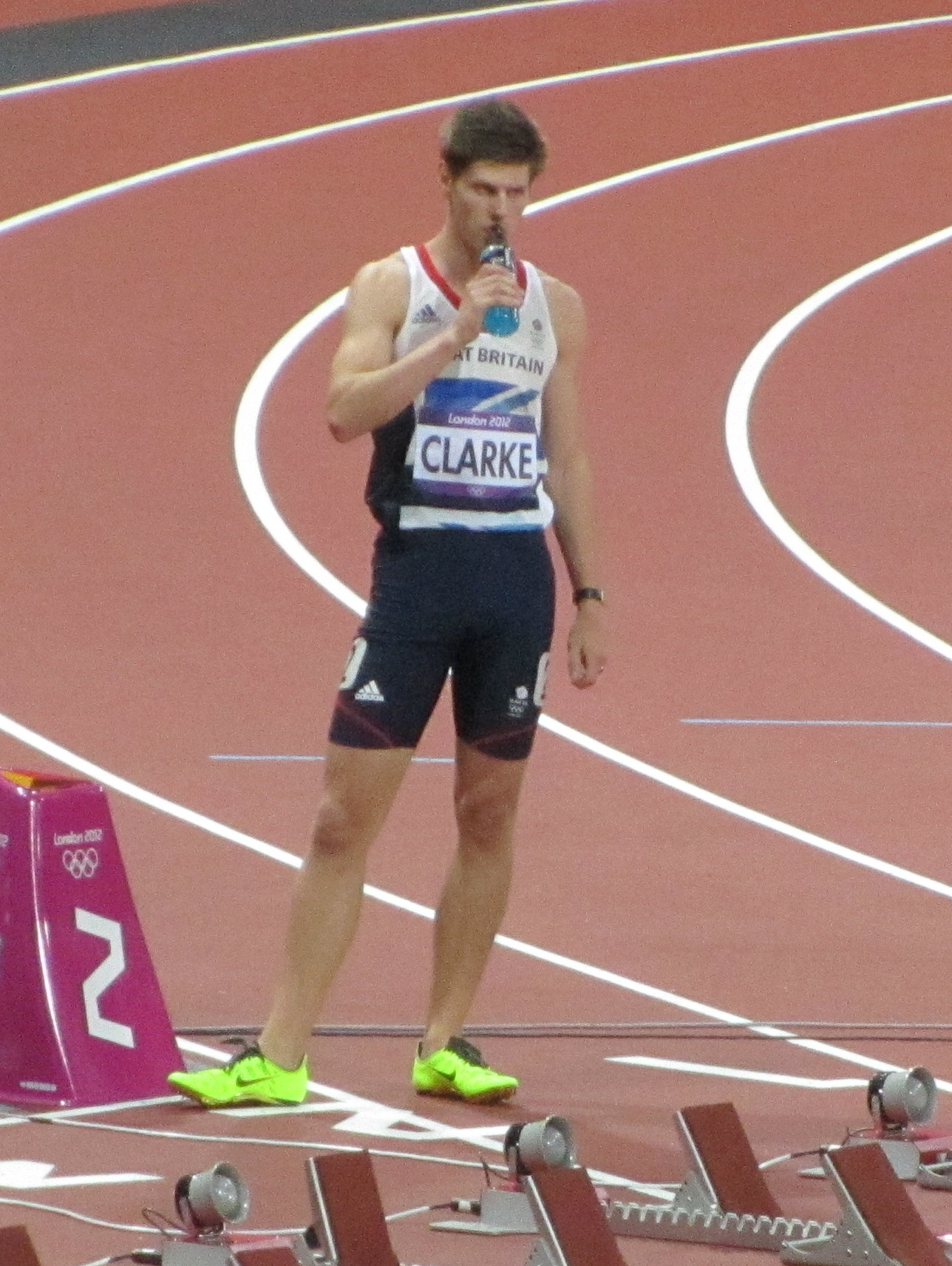
Lawrence Clarke Rang sieben in 12,53 s
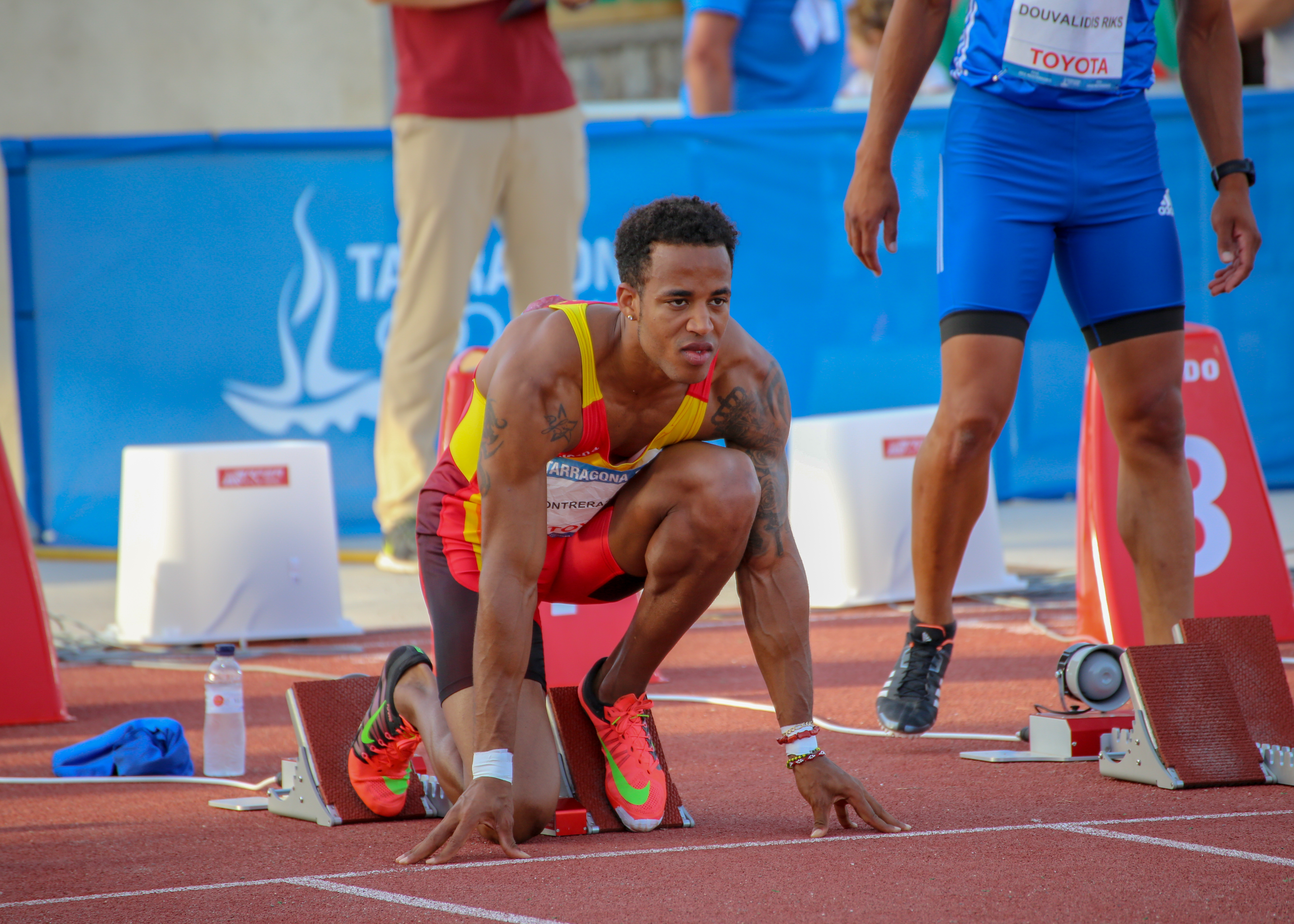
Yidiel Contreras Rang acht in 13,57 s

## Finale
28. August 2015, 21:20 Uhr (15:20 Uhr MESZ)

Wind: +0,1 m/s
Bei den letzten Leichtathletik-Großereignissen hatten US-amerikanische Hürdensprinter triumphiert. Aries Merrit war der aktuelle Olympiasieger, David Oliver der amtierende Weltmeister. Beide waren hier in Peking wieder dabei und gehörten zum engeren Favoritenkreis. Auch der Olympiadritte von 2012 Hansle Parchment aus Jamaika sowie der russische WM-Dritte von 2013 und amtierende Europameister Sergej Schubenkow waren Medaillenkandidaten.

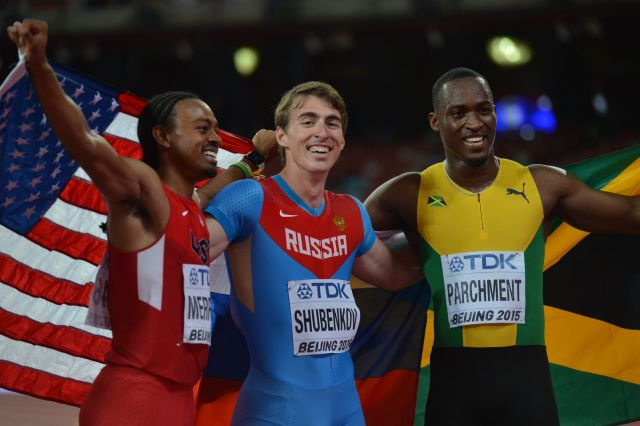
Die Medaillengewinner (v. l. n. r.):
Aries Merritt, Sergei Schubenkow, Hansle Parchment

Für das Finale hatten sich gleich drei Franzosen qualifiziert. Außerdem waren je zwei US-Amerikaner und Jamaikaner sowie ein Russe vertreten.
Am besten kam der Jamaikaner Omar McLeod aus den Startblöcken. Auch der Franzose Dimitri Bascou und Merritt lagen von Beginn an gut im Rennen, während Oliver nach einem leichten Stolperer an der zweiten Hürde keine Chance mehr hatte, ganz vorne dabei zu sein. Bei Rennhälfte kam Schubenkow immer besser in Fahrt. Er stürmte nun als Führender dem Ziel entgegen und war nicht mehr zu stoppen. Hinter ihm war auch Parchment auf den letzten fünfzig Metern sehr schnell. So lautete der Zieleinlauf Sergei Schubenkow, der in 12,98 s einen neuen Landesrekord aufstellte, vor Hansle Parchment, der mit fünf Hundertstelsekunden Rückstand Zweiter wurde. Aries Merritt belegte nur zwei Hundertstelsekunden hinter Parchment Rang drei. Platz vier und fünf gingen an die Franzosen Pascal Martinot-Lagarde und Dimitri Bascou. Sechster wurde Omar McLeod vor David Oliver und dem dritten Franzosen Garfield Darien.
| Platz | Bahn | Athlet                  | Land       | Zeit (s) |
| ----- | ---- | ----------------------- | ---------- | -------- |
|       | 7    | Sergei Schubenkow       | Russland   | 12,98 NR |
|       | 8    | Hansle Parchment        | Jamaika    | 13,03 SB |
|       | 4    | Aries Merritt           | USA        | 13,04 SB |
| 4     | 2    | Pascal Martinot-Lagarde | Frankreich | 13,17    |
| 5     | 5    | Dimitri Bascou          | Frankreich | 13,17    |
| 6     | 6    | Omar McLeod             | Jamaika    | 13,18    |
| 7     | 9    | David Oliver            | USA        | 13,33    |
| 8     | 3    | Garfield Darien         | Frankreich | 13,34    |

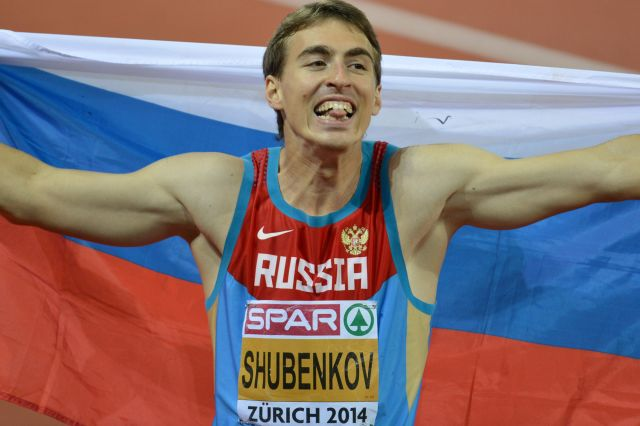
Weltmeister Sergej Schubenkow
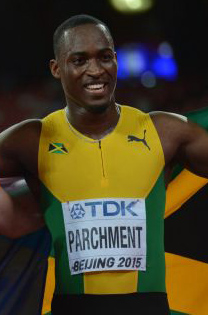
Vizeweltmeister Hansle Parchment
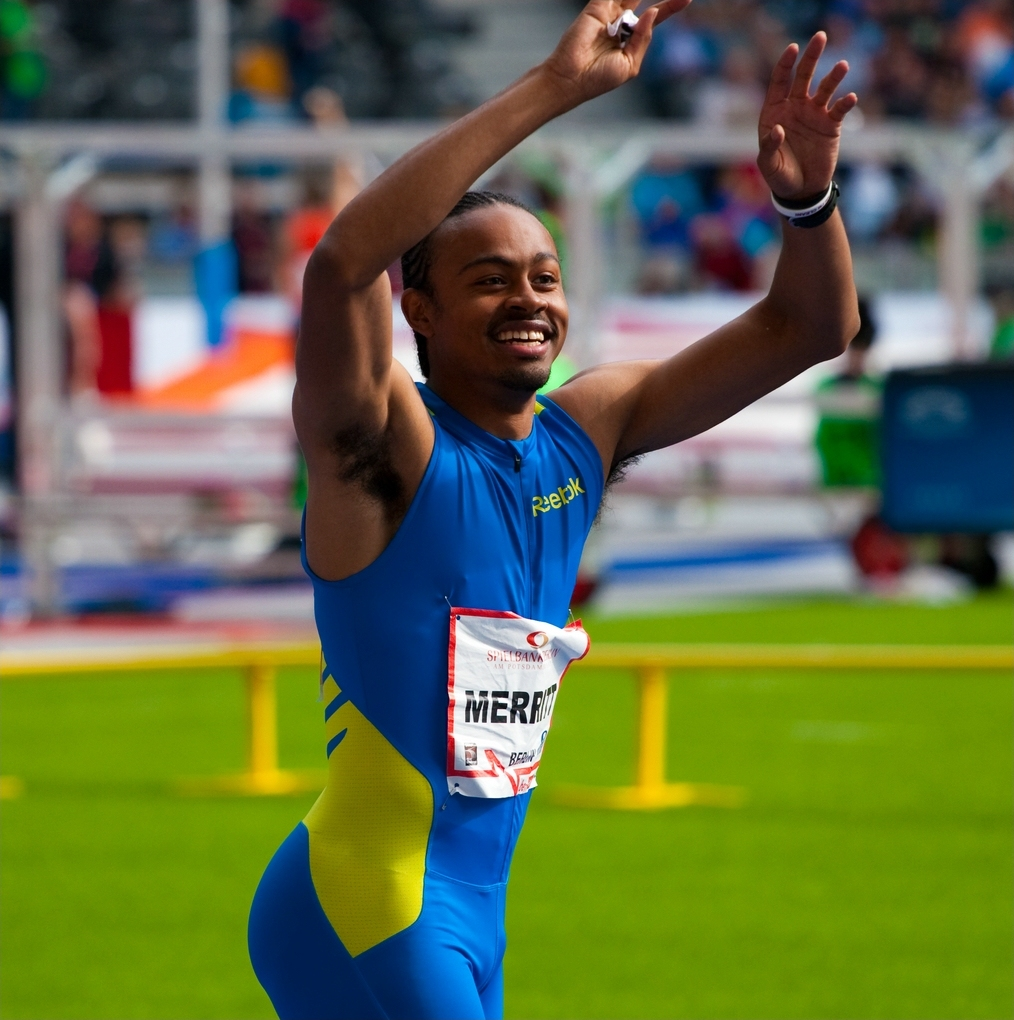
Aries Merritt gewann die Bronzemedaille
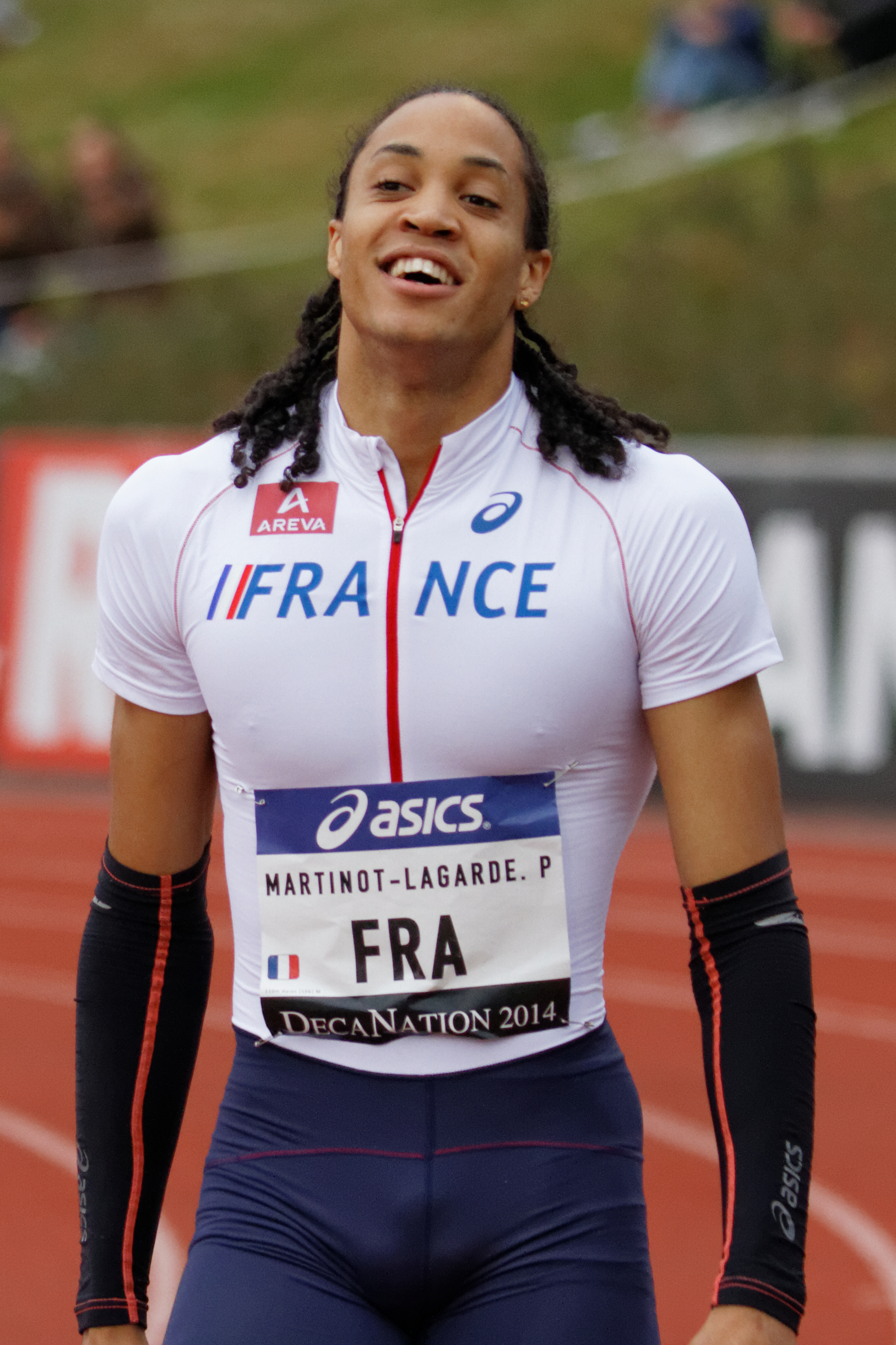
Pascal Martinot-Lagarde belegte im Finale Rang vier
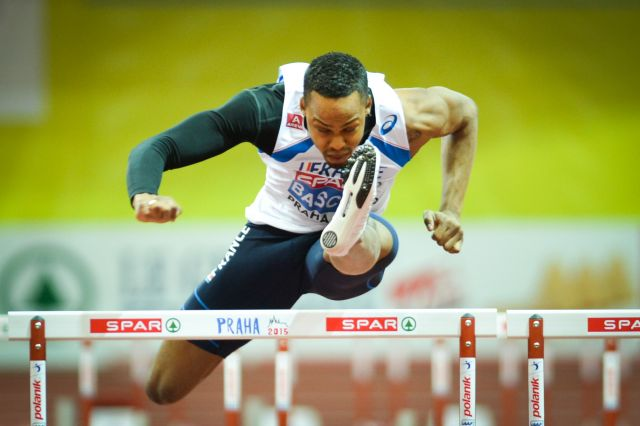
Mit Dimitri Bascou erreichte ein weiterer Franzose den fünften Platz
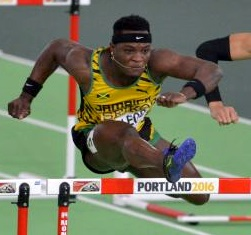
Omar McLeod wurde Sechster
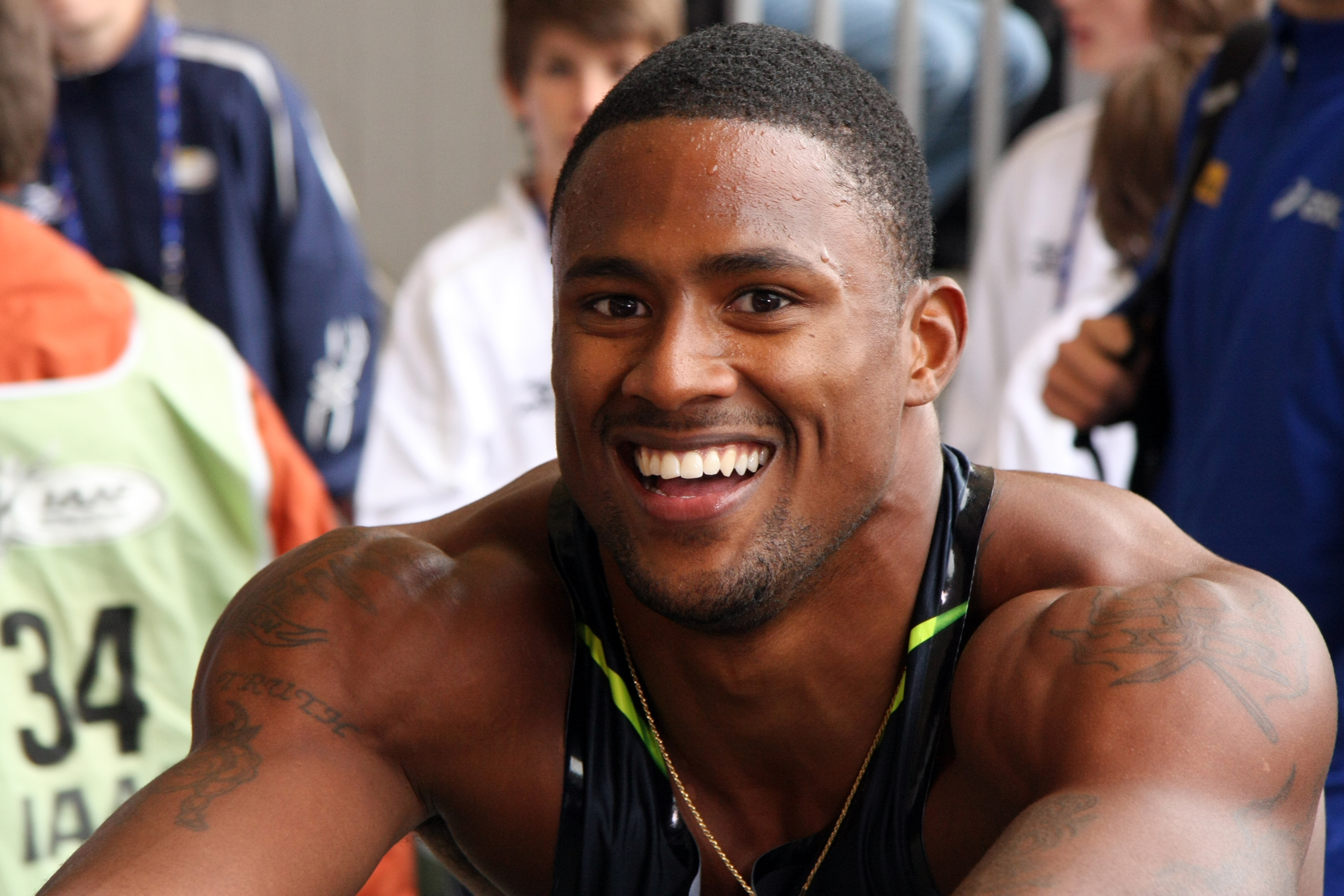
David Oliver kam auf den siebten Platz
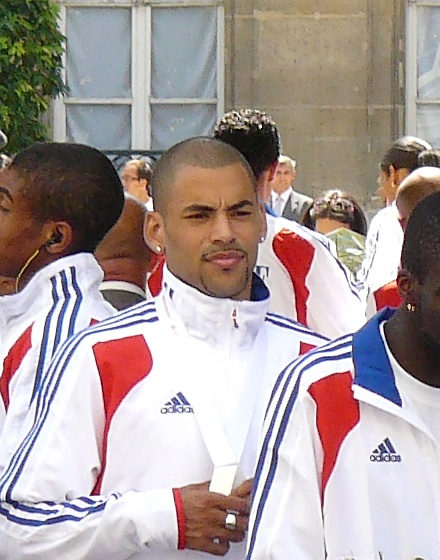
Garfield Darien, dritter Franzose in diesem Finale, belegte Rang acht